# 山本純ノ介
山本 純ノ介（やまもと じゅんのすけ、1958年（昭和33年）2月24日 - ）は、日本の現代音楽の作曲家。

## 略歴
父は作曲家で指揮者の山本直純、母は作曲家の山本正美、弟はチェロ奏者の山本祐ノ介。祖父は作曲家・指揮者であり音楽教育者の山本直忠。曾祖父はヴァイオリニストの大橋純二郎という音楽一家に生まれる。幼少より、祖父・直忠にピアノ、作曲の手ほどきを受ける。また、杉山園子にマリンバの指導を受ける。
その後、作曲を長谷川良夫、北村昭、小林秀雄、松村禎三、ディーター・シュネーベルに師事、ピアノを伊達純、山崎冬樹に師事する。
1977年（昭和52年）、東京藝術大学音楽学部作曲科入学。大学入学の18歳から12年間、父・直純の助手として写譜、作・編曲、マニピュレーターなどをこなしつつ、自己の音楽の確立を目指して管弦楽作品の作曲を続けた。
1984年（昭和59年）3月、東京藝術大学大学院音楽研究科修士課程作曲専攻修了。
1990年（平成2年）、日本音楽コンクール作曲部門（オーケストラ）入選（作品『ウナ・プレギエラ・シンフォニカ』小松一彦指揮、東京フィルハーモニー交響楽団）。
1991年（平成3年）、朝日新聞・テレビ朝日主催・シルクロード管弦楽国際コンクール優秀賞（作品『法顕伝交響曲』井上道義指揮、新日本フィルハーモニー交響楽団）。
1992年（平成4年）「迦楼羅〜黎明の響き」で芥川作曲賞入選。
1995年（平成7年）、文化庁海外派遣特別研修員として渡独。ベルリンでディーター・シュネーベル、フランクフルトでアンサンブル・モデルンのもと短期研修、ダルムシュタットにてステファニディス・デモステネスと共同研究を行う。
1997年（平成9年）、日中国交正常化25周年記念曲『鸞鏡』、『螺旋系の音楽音響〜12の時空による4次元の音像帯〜』（岩城宏之委嘱、オーケストラ・アンサンブル金沢で初演）、1999年（平成11年）、ゲーテ生誕250年記念委嘱作品を発表。
上野学園短期大学、尚美学園短期大学、東京藝術大学作曲科非常勤講師、千葉大学教授、放送大学客員教授を務めた。
公益財団法人千葉交響楽団理事、日本作曲家協議会理事、アプサラス副会長、日ロ音楽家協会運営委員、音絵巻代表、日本現代音楽協会会員。
1999年（平成11年）よりNHK全国学校音楽コンクール審査員。

## 作風

### 概要
山本純ノ介は、伝統的な西洋音楽の延長線に立った、日本人としての現代音楽を作曲している。西洋の音楽に深く傾倒する一方で、その音楽が変容しオリエント的な時間感覚や持続性による楽曲構造、旋律線が示される一方、日本人のアイデンティティの探求と、その精神的持続がもう一方の柱として現代音楽作品を貌（かたち）にする。
いずれの作品も変容する西洋の語法、東洋の精神性を伴った、ユーラシア的な大きい尺度をもった楽想の展開が特徴である。トナール、アトナールといった区別の領域はなく、『調性は無調に包括されている』といった、特殊な音楽観も個性的な作品を産む源泉である。『全ての表現方法は美のために使い尽くされるべきだ』との信念が個々の楽曲をささえている。作曲は『音楽による、時間の凝縮への挑戦』と捉えている。
これらは全て本人、または本人の関係者の弁であり、実際の作曲技法は日本の旋法主題からの展開をよしとする立場がベースとなっている。デビュー時はアジア色は希薄であったものの、近年の作品では旋法性がさらに推進され、より多くの聴衆に訴える様式へ帰結している。

### 解題
太陽のプロミネンスから着想された、中国の琵琶（pipa）を独奏楽器にした管弦楽曲『紅焔』では中国の伝統楽器を、管弦楽と融合させている。音勢の弱いこの伝統楽器を、巧みな管弦楽の技法、技術で協奏的作品に仕上げている。『法顕伝交響曲』、交響曲第3番『五重塔』といった管弦楽作品は、東洋、ユーラシアや一部オリエントの楽想を自らに取り込み現代の音楽として昇華し具現している。
2004年（平成16年）、ベルリン・フィルハーモニー管弦楽団のメンバーからなるクラングフォルム・ベルリンによって演奏された『山本純ノ介個展2004東京』では、20年以上の歳月に積み重ねられた室内楽作品を発表した。
『ピアノのための絶対音楽』、『独奏チェロのためのKaligraphie II』はそれぞれ、個性豊かで独創性を強く重視した作品（音楽之友社刊）。両曲とも作品の規模は大きく、東洋の精神的持続に立脚した西洋音楽の技法によるユーラシア的イデオムの強い作品である。
アンサンブルの作品『碑文（EPITAPH）』はギリシャ人の詩人ジョージ・セフェリスの詩をテキストにした、無調と調性の狭間を浮遊し、その融合を目指した。ヨーロッパとアジアの境界に位置するギリシャと極東の日本。両国の文化芸術には、ともに西洋と東洋の重層性から生まれた独自性が生きづいている。『西洋文化発祥の地』であるギリシャは4世紀近くにわたりオスマン帝国の支配を受け、19世紀前半に独立し再び西洋の文化を受容した。日本には史上幾たびか外来の音楽が流入し、特に19世紀後半以降は在来の音楽との接触からつねに独特の音楽状況が生み出されてきた。ギリシャと日本、アジアの起点と終点に位置する両国の芸術のコラボレーションである。

### エピソード
父・山本直純は、映画『男はつらいよ』シリーズでテーマ曲を始めとして映画音楽を一貫して担当してきたことでも知られるが、第47作『男はつらいよ 拝啓車寅次郎様』以降の3作品は、純ノ介が共同で音楽を担当した。

## 受賞歴
- 第44回日本アカデミー賞 優秀音楽賞（『男はつらいよ お帰り 寅さん』）[1]

## 作品

### 管弦楽作品
- ウナ・プレギエラ・シンフォニカ
- 法顕伝交響曲[2]
- 迦楼羅〜黎明の響〜
- 紅焔〜中国琵琶（Pippa）とオーケストラのための〜
- 尺八と箜篌のための二重協奏曲
- オーケストラと合唱のためのコラボレーション『過ぎてゆく光景』より 枯れてゆく音
- 螺旋系の音楽音響〜12の時空による4次元の音像帯〜
- 交響曲第3番『五重塔』
- アンティフォナ・スーラ（交声曲 修羅）
- 第4交響曲『鑑眞寂静1250年記』
- 華厳の種子～弦楽合奏のために
- 交響吹奏楽の為のカオス（Ⅰ～Ⅳ）Ⅰ.カオス、Ⅱ.トポス、Ⅲ.ヘリオポーズ、Ⅳ.アプサラス

### 室内楽作品
- ピアノのための絶対音楽I、II、III
- カリグラフィーI　チェロとピアノのために
- カリグラフィーII　チェロ独奏のために
- 無伴奏ヴァイオリンのための音楽
- 獨奏クラリネットのための旋律～語り～
- 音取二抄-クラリネット独奏のために
- 管楽器のための八重奏
- 借景
- EPITAPH
- 松尾芭蕉の句によるホルンとピアノのための束の間の残像（壱）
- ONDINE～ピアノとソプラノの為に～
- クラリネット・ハープ・ピアノのための「海の原」
- フルートとマリンバによる組曲

### 邦楽作品
- 尺八とパーカッションのためのイリュージョン
- 秋霖　20絃箏と17絃箏のために
- RUINS１　箏、三絃、尺八のために
- 阿児奈波　2面の13絃箏と17絃箏のために
- 独箏組曲～天空の絃～
- 鸞鏡 20絃箏、打楽器、弦5部（1997年日中友好合作現代音楽祭委嘱作品）[3]

### 合唱作品
- 混声合唱組曲「光葬」
- 混声合唱組曲「季霊」
- 混声合唱とピアノのための組曲「万象」
- 混声合唱組曲「二十億光年の孤独」
- 混声合唱組曲「心象の海」
- 混声合唱組曲「りこるど」
- 混声合唱組曲「人と光」
- 無伴奏混声合唱組曲Ⅰ番「無不空」
- 無伴奏混声合唱組曲II番「Panta Rhei」〜西行「捨てしをりの心」〜
- 無伴奏混声合唱組曲III番「Physisピュシス」〜西行「鴫立つ沢」〜
- 同声合唱とピアノのための「二億年ずつ23回」
- 同声合唱とピアノのための「西風来来」
- 同声合唱のための組曲「70%の永遠」
- こんなにたしかに（第66回NHK全国学校音楽コンクール中学校の部課題曲）
- 佐渡おけさ
- 時の小舟
- HOME AGAIN
- LOVING YOU
- 明日の空にはばたけるつばさを

### 校歌
- 清瀬市立清明小学校校歌
- 千葉市立真砂中学校校歌
- 千葉市立真砂東小学校校歌
- 北九州市立門司中央小学校校歌
- 世田谷区立船橋希望中学校
- 武蔵丘短期大学カレッジソング

### そのほかの作品
- シンフォニックストーリー「モモ」
- オペラ「玉の都」
- NHK「プルプルプルン」（1988年 - 1990年）
- NHK「ドラマスペシャル・黄昏の赫いきらめき」（1989年）
- NHK「うたってオドロンパ」（1995年 - 1998年）